# Ixodes galapagoensis
Ixodes galapagoensis är en fästingart som beskrevs av Clifford och Harry Hoogstraal 1980. Ixodes galapagoensis ingår i släktet Ixodes och familjen hårda fästingar. Inga underarter finns listade i Catalogue of Life.